# 794
794 (DCCXCIV) fue un año común comenzado en miércoles del calendario juliano, en vigor en aquella fecha.

## Acontecimientos
- Comienzo del periodo Heian en Japón.
- Fundación de la ciudad de Kioto (Japón).
- Los vikingos saquean el monasterio de Iona (Escocia).
- Reinando Alfonso II el Casto tropas del Emirato de Córdoba al mando de  Abd al-Malik ibn Mugait arrasan Álava llegando hasta Oviedo, destruyéndola tras saquearla.
- Abd al-Malik ibn Mugait al regresar  de su razia fue derrotado en Lutos, cerca de Grado, por los astures.

## Fallecimientos
- Ethelberto II de Estanglia.